# Alexandr Kolyadin
Alexandr Kolyadin est un fondeur handisport kazakh, né le 20 février 1973.

## Palmarès

### Jeux paralympiques
| Épreuve / Édition   | 1,5km Sprint debout | 10km debout | 20km debout | relais |
| ------------------- | ------------------- | ----------- | ----------- | ------ |
| JP 2014 Sotchi      | 33e                 | -           | 13e         | 10e    |
| JP 2018 Pyeongchang | Or                  | -           | 18e         | -      |